# Vágbesztercei járás

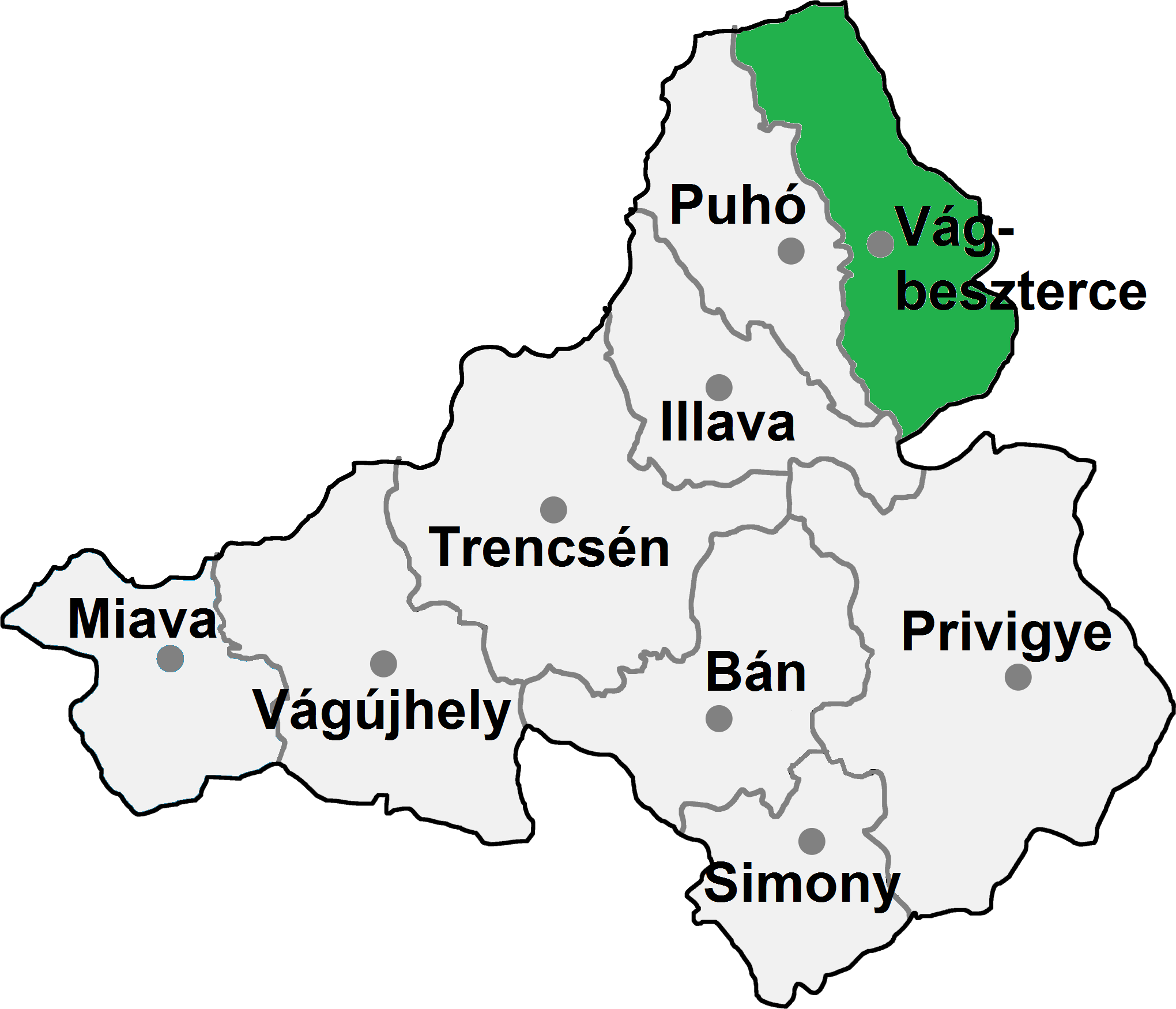
A Vágbesztercei járás

A Vágbesztercei járás (szlovákul Okres Považská Bystrica) Szlovákia Trencséni kerületének közigazgatási egysége. Területe 463 km², lakosainak száma 63 550 fő (2011), székhelye Vágbeszterce (Považská Bystrica). A járás területe teljes egészében az egykori Trencsén vármegye területe volt.

## Népessége
| Év:            | 1994.  | 2004.   | 2014.   | 2024.   |
| -------------- | ------ | ------- | ------- | ------- |
| Emberek száma: | 65 381 | 64 708  | 63 176  | 60 361  |
| Eltérés:       |        | -1,02 % | -2,36 % | -4,45 % |

| Év:            | 2023.  | 2024.   |
| -------------- | ------ | ------- |
| Emberek száma: | 60 577 | 60 361  |
| Eltérés:       |        | -0,35 % |

## A Vágbesztercei járás települései
(Zárójelben a szlovák név szerepel.)
- Alsómarikó (Dolná Mariková)
- Alsómogyoród (Dolný Lieskov)
- Barossháza (Pružina)
- Bogyós (Bodiná)
- Boronás (Brvnište)
- Cselkószabadja (Čelkova Lehota)
- Demény (Domaniža)
- Egyházasnádas (Podskalie)
- Felsőhéve (Vrchteplá)
- Felsőmarikó (Horná Mariková)
- Felsőmogyoród (Horný Lieskov)
- Gergőfalva (Ďurďové)
- Hatna (Hatné)
- Jeszence (Jasenica)
- Kelestény (Klieština)
- Kislednic (Malé Lednice)
- Kosárfalva (Papradno)
- Kosfalu (Kostolec)
- Lejtős (Sverepec)
- Osztopna (Stupné)
- Pelyvássomfalu (Plevník – Drienové)
- Pocsaró (Počarová)
- Soltészperecsény (Prečín)
- Szádecsne (Sádočné)
- Sziklahát (Záskalie)
- Szolopna (Slopná)
- Vágbeszterce (Považská Bystrica)
- Vágudva (Udiča)